# Међународна награда Букер
Међународна награда Букер (енгл. The International Booker Prize) je књижевна награда која се додељује за најбоље дело страног писца преведено на енглески језик и објављено у Великој Британији. Као својеврсна допуна Букеровој награди, додељује се од 2005. године.
До 2019. спонзор награде била је инвестициона фирма Man Group, па је била позната као Међународна Ман награда Букер. Од 2020. године награда се додељује као Међународна награда Букер.
Први добитник награде је био албански књижевник Исмаил Кадаре, а међу лауреатима су амерички писац Филип Рот, канадска списатељица Алис Манро, нигеријац Чинуа Ачебе, пољска књижевница Олга Токарчук и др.

## Историја награде
Историјат Награде се може поделити у два периода, од 2005. до 2015, и после 2015. године.
Међународна награда Букер је основана 2005. године, и до 2015. године додељивана је сваке две године. Додељивана је за укупан допринос једног писца, који је објавио дело, или оригинално на енглеском језику, или превeдено на енглески језик. Вредност награде је износила 60,000 фунти. Преводилац је добијао награду од 15,000 фунти.
Фондација Букер награде је 2015. године објавила да ће се Међународна награда Букер од 2016. године удружити са Независном наградом за страну књижевност и постати награда за фикцију у преводу. Од тада се награда додељује једном годишње за једно књижевни дело, преведено на енглески језик и објављено у Великој Британији, а не сваке две године за целокупан рад писца. Прихватљиви су и романи и збирке прича. Награда од 50.000 фунти дели се подједнако између аутора и преводиоца. Сваки аутор и преводилац у ужем избору добија 1.000 фунти.

## Добитници награде

### Добитници до 2015.
| Година | Аутор              | Држава   | Номиновани |
| ------ | ------------------ | -------- | --- |
| 2005   | Исмаил Кадаре      | Албанија | Маргарет Атвуд , Сол Белоу, Габријел Гарсија Маркес, Гинтер Грас, Милан Кундера, Станислав Лем, Дорис Лесинг, Ијан Макјуан, Нагиб Махфуз, Томас Елој Мартинес, Кензабуро Ое, Синтија Озик, Филип Рот, Мјуријел Спарк, Антонио Табуки, Џон Апдајк, Абрахам Б. Јехошуа |
| 2007   | Чинуа Ачебе        | Нигерија | Маргарет Атвуд, Џон Банвил, Питер Кери, Дон ДеЛило, Карлос Фуентес, Дорис Лесинг, Ијан Макјуан, Хари Мулиш, Алис Манро, Мајкл Ондатје, Амос Оз, Филип Рот, Салман Ружди, Мишел Турније                                                                               |
| 2009   | Алис Манро         | Канада   | Питер Кери, Еван С. Конел, Махасвета Деви, Е. Л. Доктороу, Џејмс Келман, Марио Варгас Љоса, Арношт Лустиг, Алис Манро, В. С. Најпол, Џојс Керол Оутс, Антонио Табуки, Нгуги ва Тионго, Дубравка Угрешић, Људмила Улицка                                              |
| 2011   | Филип Рот          | САД      | Ванг Ањи, Хуан Гојтисоло, Џејмс Келман, Џон ле Каре, Амин Малуф, Дејвид Малуф, Дача Мараини, Рохинтон Мистри, Филип Пулман, Мерилин Робинсон, Филип Рот, Су Тунг, Ен Тајлер                                                                                          |
| 2013   | Лидија Дејвис      | САД      | У.Р. Анантамурти, Ахарон Апелфелд, Инитизар Хусејин, Ијан Лианке, Мари Ндије, Јосип Новаковић, Мерилин Робинсон, Владимир Сорокин, Петер Штам |
| 2015   | Ласло Краснахоркаи | Мађарска | Сесар Аира, Ибрахим ал-Кони, Хода Баракат, Марис Конде, Мија Кото, Амитав Гош, Фани Хоу, Ален Мабанку, Марлен ван Никерк |

### Добитници од 2016.
| Година | Аутор           | Држава       | Наслов дела     | Преводилац    | Номиновани                                                                       |
| ------ | --------------- | ------------ | --------------- | ------------- | -------------------------------------------------------------------------------- |
| 2016   | Хан Канг        | Јужна Кореја | Вегетаријанка   | Дебора Смит   | Жозе Едуардо Агвалуза, Елена Феранте, Орхан Памук, Роберт Зетелер                |
| 2017   | Давид Гросман   | Израел       | Коњ улази у бар | Џесика Коен   | Матијас Енар, Рој Јакобсен, Дорте Норс, Амос Оз, Саманта Швеблин                 |
| 2018   | Олга Токарчук   | Пољска       | Бегуни          | Џенифер Крофт | Антонио Муњос Молина, Виржини Депент, Хан Канг, Ласло Краснахоркаи, Ахмед Садави |
| 2019   | Јокха Ал-Хартхи | Оман         | Небеска тела    | Мерилин Бут   | Ани Ерно, Марион Пошман, Олга Токарчук, Хуан Габријел Васкес, Алиа Трабуко Зеран |